# Antigonea de Síria
Antigonea o Antigonia (grec antic: Ἀντιγόνεια, Antigóneia) fou una ciutat de Síria situada a la riba de l'Orontes, en l'actual província de Hatay (Turquia).
Fundada per Antígon el Borni, rei de l'Imperi Selèucida l'any 307 aC, estava destinada a ser la capital del seu imperi. Antígon va morir el 301 aC a la batalla d'Ipsos, i els habitants de la ciutat van ser traslladats a Antioquia, que va fundar el guanyador Seleuc I Nicàtor no gaire lluny, baixant el riu Orontes, segons que diuen Estrabó, Diodor de Sicília i Joan Malales. La ciutat, però, encara va existir durant tres segles més.